# Obec s rozšířenou působností
Obecní úřady obcí s rozšířenou působností (tzv. obcí III. stupně, zkratkou ORP) jsou v Česku mezičlánkem přenesené působnosti samosprávy mezi krajskými úřady a ostatními obecními úřady (nižším článkem jsou pověřené obecní úřady a nejnižším všechny ostatní obecní úřady). Obecní úřady obcí s rozšířenou působností tak mají oproti ostatním obecním úřadům některé oblasti působnosti navíc, a to nejen pro svůj vlastní, základní správní obvod, ale zpravidla i pro další obce v okolí.
Po zrušení okresních úřadů (okresy jako územně-orientační a statistické jednotky stále existují) převzalo 1. ledna 2003 podle Zákona o stanovení obcí s pověřeným obecním úřadem a stanovení obcí s rozšířenou působností č. 314/2002 Sb. zhruba 80 % jejich působnosti 205 obcí s rozšířenou působností (tzv. obce III. stupně, všechny z nich jsou města; jejich obecní úřady jsou tedy městské úřady) v rámci II. etapy reformy územní veřejné správy, která proběhla ke konci roku 2002. Některé působnosti zrušených okresních úřadů přešly naopak na krajské úřady (například činnost dopravních úřadů).
Po nabytí účinnosti zákona č. 51/2020 Sb.,o územně správním členění státu a o změně souvisejících zákonů (zákon o územně správním členění státu) vydalo ministerstvo vnitra na základě ust. § 7 odst. 1 vyhlášku č. 346/2020 Sb., o stanovení správních obvodů obcí s rozšířenou působností, území obvodů hlavního města Prahy a příslušnosti některých obcí do jiného okresu, který stanovuje správní obvody obcí s rozšířenou působností.

## Správní obvody obcí s rozšířenou působností

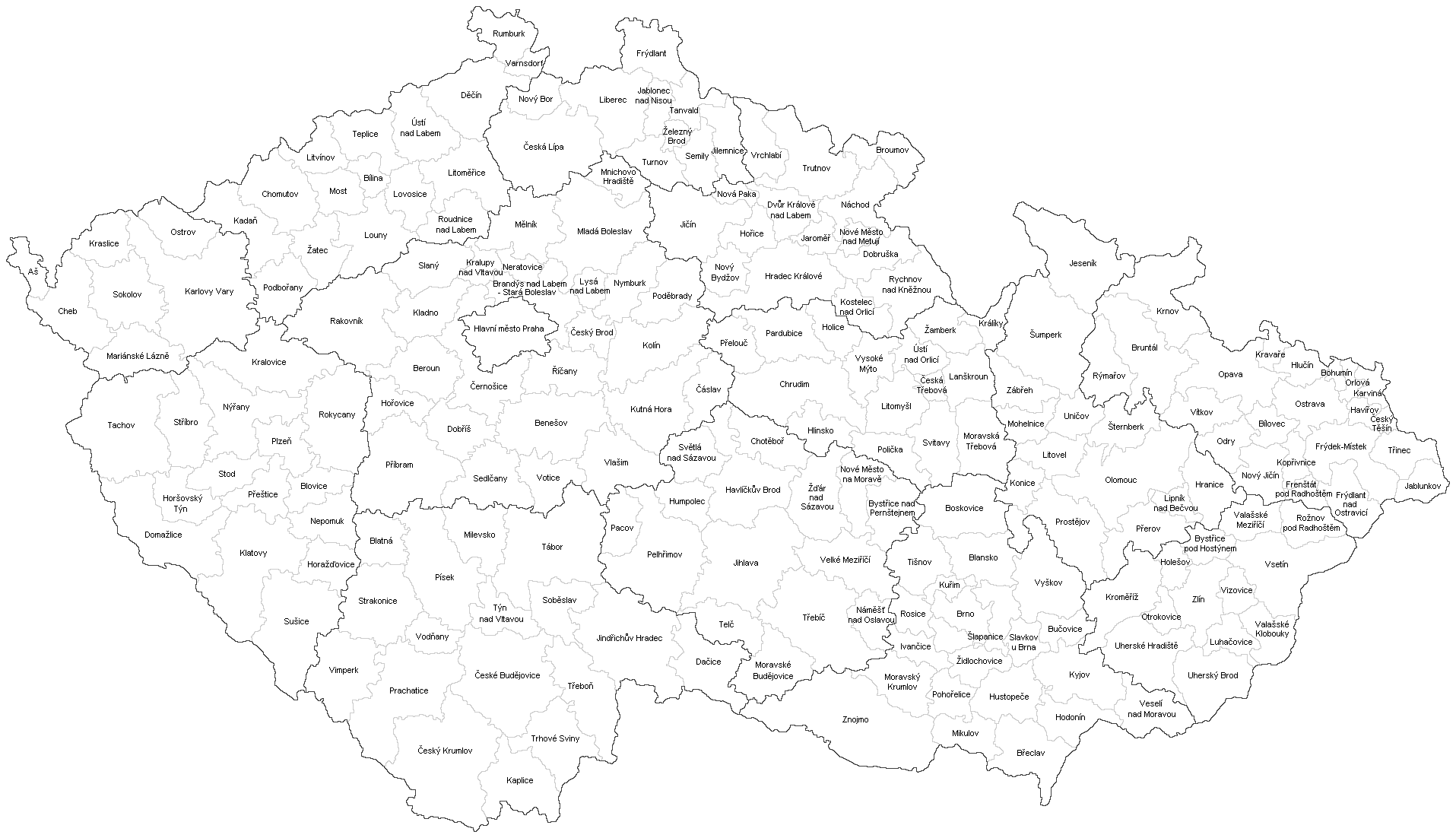
Správní obvody obcí s rozšířenou působností

Správní obvody obcí s rozšířenou působností vymezila vyhláška ministerstva vnitra č. 388/2002 Sb. výčtem obcí, které do nich spadají. Zpravidla na okres připadají 2 ORP, maximum je 7 v okrese Brno-venkov; ale v osmi případech je správní obvod města s rozšířenou působností totožný s územím okresu (správní obvod rozšířené působnosti Černošic tvoří okres Praha-západ; dále jde o okres Jeseník, okres Ostrava-město, okres Plzeň-město, okres Rakovník, okres Rokycany, okres Ústí nad Labem a městský okres Brno-město). Hovorově tak jsou správní obvody rozšířené působnosti obcí III. stupně někdy označovány jako „malé okresy“.
Některé správní obvody obcí s rozšířenou působností zasahovaly do více okresů (i když pouze v rámci jednoho kraje v Česku); celkem 152 obcí tak spadalo do správních obvodu ORP mimo svůj okres. Vyhláška ministerstva vnitra 513/2006 Sb., která nabyla účinnosti 1. ledna 2007, změnila hranice okresů přesunutím 119 z těchto obcí; zůstalo 33 obcí, které spadaly do správních obvodů obcí s rozšířenou působností: Český Brod (4 obce ležely v okrese Nymburk), Jihlava (1 obec ležela v okrese Havlíčkův Brod), Stod (8 obcí a 1 město leželo v okrese Domažlice), Tanvald (1 město leželo v okrese Semily), Turnov (13 obcí leží v okrese Liberec a 3 ležely v okrese Jablonec nad Nisou) a Valašské Klobouky (2 obce ležely v okrese Vsetín).
Tento stav platil až do 31. prosince 2020. Dne 1. ledna 2021 nabyl účinnosti zákon o územně správním členění státu, který územní neskladebnost výrazně eliminoval a umožnil ji jen na základě výjimky ve vyhlášce Ministerstva vnitra. U většiny zmíněných obcí byla podle dohody s jednotlivými samosprávami změněna příslušnost obcí k okresu nebo obci s rozšířenou působností tak, aby nebyla narušována skladebnost územního členění státu. Jedinou anomálií zůstala specifická oblast 15 obcí v okolí Turnova, na rozhraní okresů Liberec, Jablonec nad Nisou a Semily, jejichž obcí s rozšířenou působností je město Turnov v okrese Semily.
Vedle městských úřadů obcí s rozšířenou působností existují tzv. pověřené obecní úřady (obcí II. stupně), kterých je celkem 389. V některých případech jsou správní obvody jejich tzv. pověření totožné se správním obvodem jejich rozšířené působnosti, v jiných případech se správní obvod rozšířené působnosti dělí na několik správních obvodů pověřených obecních úřadů.

## Cíle správní reformy
Základním cílem reformy územní veřejné správy byla její decentralizace a dekoncentrace. Proto byly přesunuty kompetence veřejné správy, které dosud měly státní správní úřady (tj. především okresní úřady) na samosprávné celky, ať již do jejich samostatné působnosti nebo přenesené působnosti státní správy.
Pro přenos působností byla zvolena následující kritéria:
- lepší dostupnost
- počet obyvatel správního obvodu cca 15 000
- přenos prvoinstančního rozhodování na co nejnižší možnou úroveň veřejné správy
- četnost vydaných prvoinstančních rozhodnutí na jednotlivých úsecích státní správy
- efektivnost, kvalita a hospodárnost výkonu veřejné správy na příslušném stupni
- náročnost přenášených působností na kvalifikovanost zaměstnanců v úřadu

Problematické je, že obce vykonávají rozšířenou přenesenou působnost současně jak pro území, jehož obyvatelé zastupitelstvo této obce volili, tak pro území, jehož obyvatelé na jeho složení nemají vliv, což může vést ke střetu zájmů.

## Věcné vymezení působnosti
Obecně je rozšířená působnost vybraných obcí vymezena v § 66 a § 61 odst. c), § 11 odst. 2 a dalších ustanoveních zákona o obcích č. 128/2000 Sb. Věcně je rozšířená působnost vymezena v mnoha speciálních zákonech. Obce s rozšířenou působností vykonávají zejména následující agendy přenesené státní působnosti:
- evidence obyvatel,
- vydávání občanských průkazů a pasů, vydávání řidičských průkazů,
- evidence motorových vozidel, vydávání technických průkazů, evidence bodů za přestupky v silničním provozu,
- živnostenskoprávní agenda, vedení živnostenského rejstříku,
- evidence zemědělských podnikatelů,
- sociálně-právní ochrana dětí,
- vodoprávní řízení, odpadové hospodářství a ochrana životního prostředí,
- státní správa na úseku lesů, myslivosti a rybářství,
- silniční správní úřad - stanovení místní úpravy provozu dopravním značením na silnicích II. a III. třídy a místních komunikacích,
- dopravní úřad - pro městskou autobusovou dopravu a taxislužbu.

## Veřejnoprávní smlouvy
V rámci jednoho správního obvodu obce s rozšířenou působností mohou obce mezi sebou uzavírat se souhlasem krajského úřadu veřejnoprávní smlouvy, jimiž na sebe mohou vzájemně převádět ty části rozšířené působnosti, které nejsou zákonem vyhrazeny jen některým obcím. Toto ustanovení umožňuje zejména velmi malým obcím, aby vykonávaly pouze nebo převážně samosprávnou působnost, přičemž přenesenou působnost mohou zčásti nebo plně přenést na jinou, větší obec – zpravidla na takovou, která již ze zákona má rozšířenou působnost nebo pověřený obecní úřad.

## Hlavní město Praha
Hlavní město Praha má pro své vlastní území působnost kraje i rozšířenou působnost obce na základě speciálního zákona č. 131/2000 Sb., o hlavním městě Praze. Na městské části (které jsou orgány města) nepřenáší dílčí působnosti přímo zákon, ale na základě zákona o hlavním městě Praze městská vyhláška – Statut hlavního města Prahy. Ten svěřuje 22 městským částem (z celkových 57) přenesenou působnost obdobnou působnosti obcí s rozšířenou působností, ne však zcela shodnou.